# Neratov (okres Pardubice)
Neratov je obec v okrese Pardubice v Pardubickém kraji. Žije zde 174 obyvatel. K obci náleží nedaleká osada Novinsko.

## Historie
První písemná zmínka o vesnici pochází z roku 1436.

## Obyvatelstvo
| Rok            | 1869 | 1880 | 1890 | 1900 | 1910 | 1921 | 1930 | 1950 | 1961 | 1970 | 1980 | 1991 | 2001 | 2011 | 2021 |
| -------------- | ---- | ---- | ---- | ---- | ---- | ---- | ---- | ---- | ---- | ---- | ---- | ---- | ---- | ---- | ---- |
| Počet obyvatel | 148  | 151  | 172  | 157  | 179  | 173  | 182  | 130  | 103  | 94   | 102  | 80   | 101  | 144  | 166  |
| Počet domů     | 19   | 19   | 20   | 21   | 22   | 22   | 23   | 31   | 50   | 27   | 29   | 29   | 38   | 47   | 66   |

## Obecní správa
Mezi lety 1869–1950 Neratov byl obcí v okrese Pardubice (1869–1930) a později v okrese Přelouč. V letech 1961–1990 patřil jako část obce k Živanicím a od 24. listopadu 1990 je opět samostatnou obcí.

### Obecní symboly
Znak a vlajka byly obci uděleny rozhodnutím předsedy Poslanecké sněmovny Parlamentu České republiky dne 19. listopadu 2009.